# 고산역 (고산)
고산역(高山驛)은 조선민주주의인민공화국 강원도 고산군에 위치한 철도역이다. 경원선의 철도역으로 영업을 시작하였으며, 한반도의 분단 이후 강원선의 철도역이 되었다. 원래 이름은 신고산역(新高山驛)이다.

## 관련 사회 문화
'신고산이 우르르르 함흥 차 떠나는 소리'로 시작하는 '신고산타령'은 일제강점기의 경원선 부설과 관계가 있다. 신고산이라는 이름은 역이 생긴 마을을 신고산으로, 기존의 취락을 구고산으로 칭한 데서 붙었다. 또한 '우르르르'라는 의성어는 서울로 가는 증기 기관차가 급구배를 넘기 위해 충분히 급수를 받는 소리이다.